# Jean-Baptiste Yonkeu
Jean-Baptiste Yonkeu, né à Bamena en 1935, est un homme politique camerounais et ancien ministre.

## Biographie

### Enfance, éducation et débuts
Il est né à Bamena en 1935. Après des études primaires et secondaires à Douala, à Bafang et à Bangangté, il poursuit de 1954 à 1959 ses études supérieures à l’université de Toulouse, en France, et en sort ingénieur agronome.

### Carrière
En 1960 il rentre au Cameroun où il est engagé dans l'administration. De 1960 à 1961, il est chargé d’études au secrétariat d’État au Développement rural. De 1960 à 1970, il est directeur de l’Agriculture et de 1970 à 1971, il est conseiller technique du secrétaire d’État au Développement rural. Puis entre 1971 et 1975, il travaille pour le PNUD au Bénin et au Togo et de 1975 à 1978 à Bujumbura. Il est ensuite représentant du PNUD à Sao Tomé-et-Principe.
Du 24 août 1985 au 16 mai 1988, il est ministre de l'Agriculture au Cameroun,,.